# アトラスA (ミサイル)
アトラスA(Atlas A または SM-65A Atlas)は、アトラス大陸間弾道ミサイルの試作機。

## 概要
第二次世界大戦後、アメリカは核弾頭を搭載した長距離弾道ミサイルの開発を行っていた。1951年には、エンジン5基を持つミサイルを開発するMX-1593計画が開始された。MX-1593計画では、中間段階のテストベットとしてエンジン1基のX-11及びエンジン3基のX-12の開発も行うとされた。
1954年に核弾頭の小型化が可能となってきたことにより、ミサイルも設計変更となり、エンジン5基の計画は、小型化されたエンジン3基となり、X-11及びX-12の開発は中止された。計画名称はXB-65Aとなり、次いでXSM-65Aに変更されている。XSM-65AアトラスAは、ミサイルのブースター部分のエンジン2基のみを搭載している試験機であり、1957年6月11日に初打ち上げが行われた。この打ち上げは失敗し、完全な成功は1957年12月17日のこととなった。アトラスAは8回の打ち上げ中4回が成功し、開発試験は引き続き発展型のアトラスBを用いて行われることとなった。